# Seznam premiérů Maďarska
Seznam premiérů Maďarska uvádí v chronologickém pořadí všechny, kteří od roku 1848 zastávali funkci premiéra ve státních útvarech na území Maďarska.  

## Uherské království během Maďarské revoluce 1848–1849

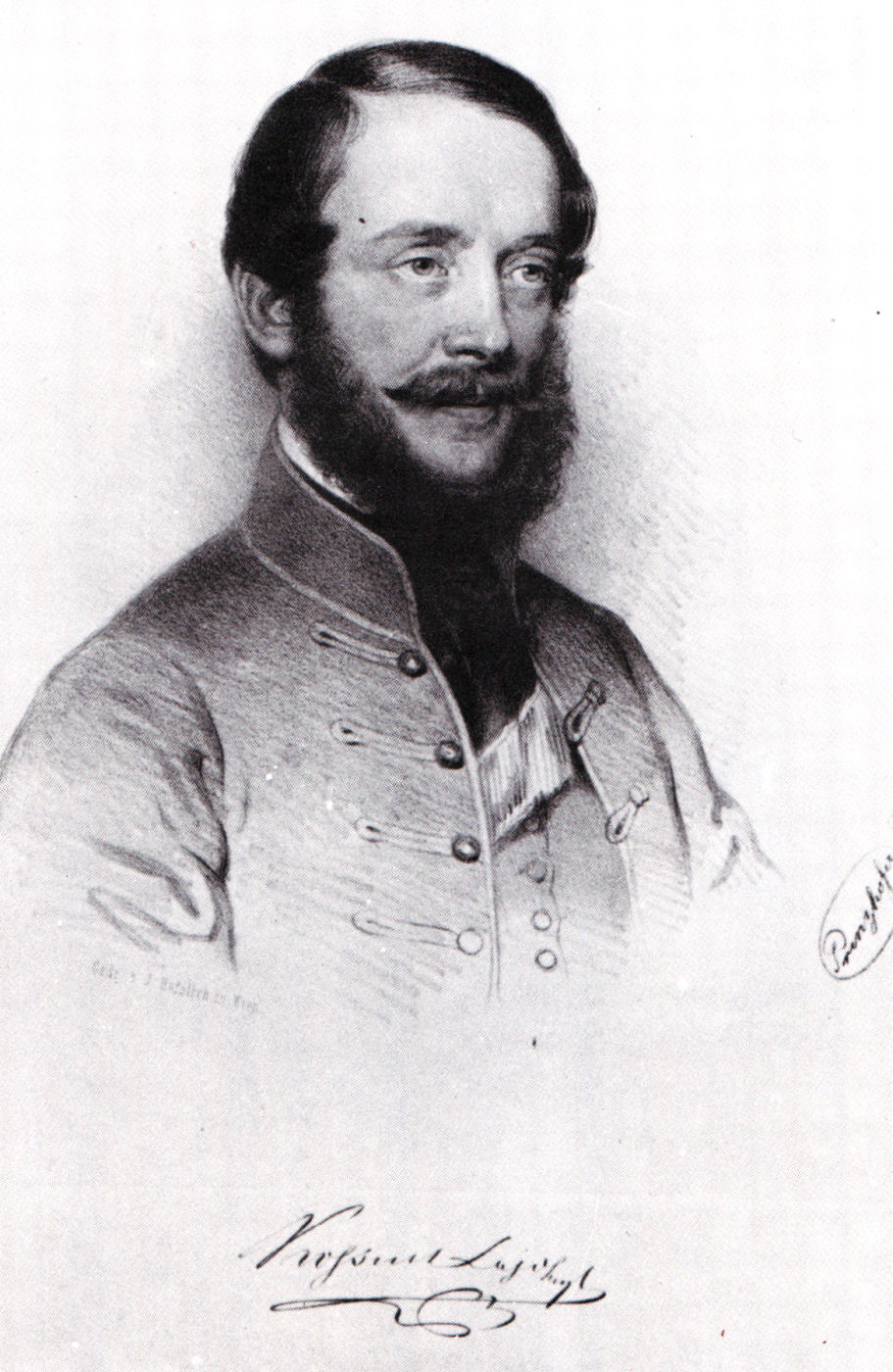
Lajos Kossuth

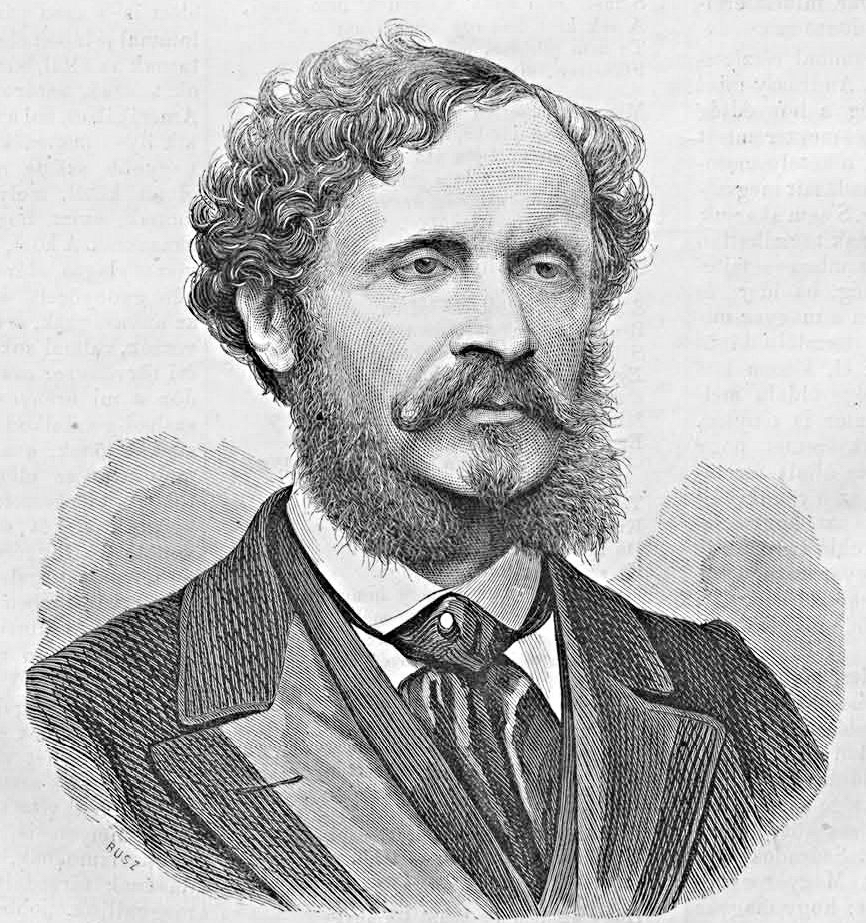
Gyula Andrássy

- Lajos Batthyány 1848
- Lajos Kossuth 1848–1849
- Bertalan Szemere 1849

## Uherské království v rámci Rakouska-Uherska
- Gyula Andrássy 1867–1871
- Menyhért Lónyay 1871–1872
- József Szlávy 1872–1874
- István Bittó 1874–1875
- Béla Wenkheim 1875
- Kálmán Tisza 1875–1890
- Gyula Szapáry 1890–1892
- Sándor Wekerle 1892–1895
- Dezső Bánffy 1895–1899
- Kálmán Széll 1899–1903
- Károly Khuen-Héderváry 1903
- István Tisza 1903–1905
- Géza Fejérváry 1905–1906
- Sándor Wekerle 1906–1910
- Károly Khuen-Héderváry 1910–1912
- László Lukács 1912–1913
- István Tisza 1913–1917
- Móric Esterházy 1917
- Sándor Wekerle 1917–1918
- János Hadik 1918

## První Maďarská republika
- Mihály Károlyi 1918–1919
- Dénes Berinkey leden–březen 1919

## Maďarská republika rad
- Vláda lidových komisařů 21. březen – 1. srpen 1919

- Gyula Peidl srpen 1919

## Maďarsko (1. srpen 1919 – 1. březen 1920)
- István Friedrich srpen–listopad 1919
- Károly Huszár 1919–1920

## Maďarské království

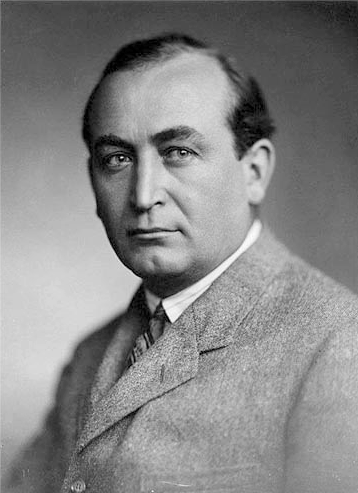
Gyula Gömbös

- Sándor Simonyi-Semadam 1920
- Pál Teleki 1920–1921
- István Bethlen 1921–1931
- Gyula Károlyi 1931–1932
- Gyula Gömbös 1932–1936
- Kálmán Darányi 1936–1938
- Béla Imrédy 1938–1939
- Pál Teleki 1939–1941
- László Bárdossy 1941–1942
- Miklós Kállay 1942–1944
- Döme Sztójay 1944
- Géza Lakatos 1944
- Ferenc Szálasi 1944–1945

### Prozatímní vláda
- Béla Miklós 1944–1945
- Zoltán Tildy 1945–1946

## Druhá Maďarská republika
- Ferenc Nagy 1946–1947
- Lajos Dinnyés 1947–1948

## Maďarská lidová republika
- István Dobi 1948–1952
- Mátyás Rákosi 1952–1953
- Imre Nagy 1953–1955
- András Hegedűs 1955–1956
- Imre Nagy 1956
- János Kádár 1956–1958
- Ferenc Münnich 1958–1961
- János Kádár 1961–1965
- Gyula Kállai 1965–1967
- Jenő Fock 1967–1975
- György Lázár 1975–1987
- Károly Grósz 1987–1988
- Miklós Németh 1988–1990

## Třetí Maďarská republika
| Pořadí | Obrázek | Jméno                                                        | Od                | Do                | Strana                  |
| ------ | ------- | ------------------------------------------------------------ | ----------------- | ----------------- | ----------------------- |
| X      |         | Miklós Németh (Prozatímní vláda do prvních svobodných voleb) | 23. říjen 1989    | 23. květen 1990   | MSZMP                   |
| 1.     |         | József Antall                                                | 23. květen 1990   | 12. prosinec 1993 | MDF                     |
| 2.     |         | Péter Boross                                                 | 12. prosinec 1993 | 15. červenec 1994 | MDF                     |
| 3.     |         | Gyula Horn                                                   | 15. červenec 1994 | 6. červenec 1998  | MSZP                    |
| 4.     |         | Viktor Orbán                                                 | 6. červenec 1998  | 27. květen 2002   | Fidesz                  |
| 5.     |         | Péter Medgyessy                                              | 27. květen 2002   | 29. září 2004     | Nestraník, (MSZP-SZDSZ) |
| 6.     |         | Ferenc Gyurcsány                                             | 29. září 2004     | 14. duben 2009    | MSZP                    |
| 7.     |         | Gordon Bajnai                                                | 14. duben 2009    | 29. květen 2010   | Nestraník, (MSZP-SZDSZ) |
| 8.     |         | Viktor Orbán                                                 | 29. květen 2010   | —                 | Fidesz                  |